# Agrostide de Salazie
Agrostis salaziensis
Espèce
L'agrostide de Salazie (Agrostis salaziensis) est une espèce de plantes de la famille des poacées. Elle est endémique de l'île de La Réunion, département d'outre-mer français dans le sud-ouest de l’océan Indien.